# 亮厚壳蛤
亮厚壳蛤（学名：Kalolophus speciosa）是心蛤目厚蛤科Kalolophus属的一种。其种加词“speciosa”意为“外表美丽的”。

## 分類
本物種舊屬厚蛤屬及真厚蛤屬；2016年與另一現生種及一個化石種撥歸新建立的Kalolophus屬。

## 分佈
本物種除見於中国大陆浙江省的海岸，亦分佈於拉丁美洲的墨西哥灣、古巴、加勒比海、哥倫比亞、委內瑞拉及小安的列斯群岛等地的海域。
常栖息在潮下带30米以内。